# Neohesperilla croceus
Neohesperilla croceus là một loài bướm ngày thuộc họ Bướm nhảy. Nó được tìm thấy ở New Guinea and in coastal paperbark swamps in Bắc Úc và Queensland.
Sải cánh dài khoảng 30 mm.
Ấu trùng ăn nhiều loại cỏ, bao gồm Chrysopogon aciculatus and Schizachyrium pachyarthron.